# Kelly Reeves
Kelly Reeves est une joueuse de volley-ball et de beach-volley américaine née le 8 avril 1992 à Los Angeles (Californie). Elle mesure 1,82 m et joue au poste de réceptionneuse-attaquante.

## Biographie
Sa mère est ancienne joueuse américaine de volley-ball Jeanne Reeves, médaillée d'argent olympique en 1984.

## Clubs
| Club                                  | De        | À         |
| ------------------------------------- | --------- | --------- |
| University of California, Los Angeles | 2010-2011 | 2012-2013 |
| VC Kanti Schaffhausen                 | 2014-2015 | …         |

## Palmarès
- Championnat d'Amérique du Nord des moins de 18 ans
  - Vainqueur : 2008.
- Championnat d'Amérique du Nord des moins de 20 ans
  - Vainqueur : 2010.
- Coupe panaméricaine
  - Finaliste : 2014[2]

- Jeux mondiaux de plage
  - Médaille d'or en beach-volley 4x4 2019.